# Lingue nubiane
Le lingue nubiane sono un gruppo di lingue della famiglia linguistica delle lingue nilo-sahariane parlate in Egitto e in Sudan.

## Classificazione
Per Greenberg (1963), le lingue nubiane sono uno dei sottogruppi che formano il gruppo delle lingue sudaniche orientali, uno dei rami della famiglia nilo-sahariana. Non tutti gli studiosi sono però concordi con lui. Ehret (2001), gli attribuisce il ruolo di ramo a sé stante tra le lingue nilo-sahariane

## Lista delle lingue
Secondo ethnologue (18ª edizione, 2015) il gruppo è da classificare nel seguente modo: 
(tra parentesi tonda il numero di lingue che formano i vari sottogruppi)
[tra parentesi quadre, per le lingue isolate, in corsivo, il codice linguistico internazionale e la nazione in cui sono parlate]
- Lingue nubiane (12)
  - Centrali (10)
    - Lingua mattokki o Kenzi [xnz] (Egitto)
    - Lingua birked [brk] (Sudan)
    - Lingua andaandi o Dongolawi [dgl] (Sudan)
    - Lingue Hill (7)
      - Linghue Kadaru-Ghulfan (2)
        - Lingua ghulfan [ghl] (Sudan)
        - Lingua kadaru [kdu] (Sudan)

      - Hill Non classificate (5)
        - Lingua dair [drb] (Sudan)
        - Lingua dilling [dil] (Sudan)
        - Lingua El Hugeirat [elh] (Sudan)
        - Lingua karko [kko] (Sudan)
        - Lingua wali [wll] (Sudan)

  - Non classificate
    - Lingua nobiin [fia] (Sudan-Egitto)
    - Lingua midob [mei] (Sudan)

## Antico nubiano
L'antico nubiano si è conservato in oltre un centinaio di pagine manoscritte, tra cui molti testi religiosi cristiani. Scritto con una forma onciale dell'alfabeto greco, completata da lettere dell'alfabeto copto e da altre probabilmente deriva dalle lettere meroitiche. Questi documenti risalgono dall'VIII al XV secolo d.C. 
L'antico nubiano è l'antenato diretto della lingua nobiin.

## Scrittura
Ci sono tre sistemi di scrittura per le lingue nubiane: l'alfabeto arabo, l'alfabeto latino e l'alfabeto del nubiano antico.
Dopo il 1950, l'alfabeto latino è stato utilizzato da 4 autori, l'arabo da 2 ed il nubiano solo da uno, nella pubblicazione di libri, dizionari e documenti vari.
Per l'arabo, viene utilizzata il sistema ISESCO per registrare le vocali e le consonanti che non esistono in quell'alfabeto.

## Storia
Di tutte le lingue della Nubia, quelle parlate lungo il Nilo sono quelle che hanno ricevuto più attenzione. Diversi manoscritti sono stati rinvenuti nella Valle del Nilo, soprattutto nella zona compresa tra la quarta e la quinta cateratta, testimonianza di una presenza nubiana durante il primo millennio. Anche la lingua nobiin, il kenzi ed il dongolawi hanno lasciato tracce in queste zone. 
Il nubiano coi suoi vari dialetti era la lingua parlata nei regni cristiani della Nubia.
Si trovano altre lingue nubiane 400 km più a sud, vicino al Darfur ed ai Monti della Nubia. In passato vi è stato un certo dibattito per tentare di stabilire se le lingue nubiane si fossero diffuse dal Nilo al Darfur o viceversa. Si era sempre pensato che la loro origine fosse nella valle del Nilo, ma alcuni studi lessicostatistici,  condotti alla fine del ventesimo secolo (Thelwall 1982, Adams 1982) sembrano attestare il contrario. Joseph Greenberg ha calcolato che la separazione tra i nubiani del Nilo e del Darfur si è verificata verso il 500 a.C. (citato in Thelwall 1982). Questa stima è in linea con gli studi non linguistici, per esempio, la storia di Sharqiya della tradizione orale.